# عبدالله الفاخوری
عبدالله الفاخوری (عربی: عبدالله الفاخوري؛ زادهٔ ۲۲ ژانویهٔ ۲۰۰۰) بازیکن فوتبال اهل اردن است.
از باشگاه‌هایی که در آن بازی کرده‌است می‌توان به باشگاه ورزشی الوحدات اشاره کرد.
وی همچنین در تیم‌های ملی فوتبال زیر ۲۳ سال اردن و اردن بازی کرده‌است.